# Virgile Bramly
Virgile Bramly – francuski aktor i scenarzysta.

## Filmografia

### Filmy kinowe
- 2003: 8 dni (Tempo) jako Paul
- 2005: Manderlay jako Edward
- 2007: Cztery ostatnie pieśni (Four Last Songs) jako Narciso Ortega
- 2010: Incepcja (Inception) jako projektant podświadomości na moście

### Filmy TV
- 2006: Gaspard bandyta (Gaspard le bandit) jako Claude Portanier
- 2008: Nicolas le Floch jako Charles Henri Sanson
- 2010: Azad jako Mayak

### Seriale TV
- 2001: Dabox jako Jeremie
- 2001: Largo Winch jako Taylor Noir
- 2003: Przygoda (Adventure Inc.) jako Marco
- 2005: Venus i Apollo (Venus and Apollo)
- 2006: Linia piękności (The Line of Beauty) jako Spaniard
- 2008: Doom-Doom jako zabójca V
- 2010: Kali jako Stellit Foster